# Croupier
Der Croupier (IPA: [kʁuˈpi̯eː], anhörenⓘ) ist Mitarbeiter eines Glücksspielkasinos und verantwortlich für den regelgerechten Ablauf des Spiels am Tisch. Er ist Spielleiter bei Kartenspielen wie Black Jack, Poker und Baccara oder er regelt die spieltechnischen Angelegenheiten am Roulettetisch.

## Arbeitseinsatz

### Black Jack
Der Croupier wirkt als Bankhalter gegenüber den Gästen. Er ist verantwortlich für die Ausgabe der Spielkarten an die Gäste, für die Kontrolle der Einsätze und die Auszahlung der Spielgewinne.

### Roulette
An einem voll besetzten französischen Roulettetisch, an dem die Spieler sitzen können, wirken vier Croupiers:
- Der Wurfcroupier nimmt Einsätze der Gäste entgegen und sorgt für die korrekte Platzierung auf dem Spieltisch. Er ist verantwortlich für den korrekten Abwurf der Kugel und die rechtzeitige Absage an weitere Einsätze („Nichts geht mehr“ oder „Rien ne va plus“).
- Der Saladier sitzt gegenüber dem Wurfcroupier. Er sammelt und sortiert die von der Bank gewonnenen Jetons und legt sie in die dafür vorgesehenen Ablagen zurück. Außerdem wechselt er bei Bedarf Jetons der Casinogäste in größere oder kleinere Einheiten und nimmt ebenfalls Annoncen entgegen.
- Der Kopfcroupier nimmt Annoncen entgegen und achtet darauf, dass nach der Absage keine weiteren Einsätze mehr am Tischende platziert werden. Nach dem Coup hilft er beim Einsammeln der verlorenen Jetons, indem er die Einsätze der Dutzende und Kolonnen sowie der unteren Nummern mit den Händen zur Tischmitte schiebt, um sie für den Saladier erreichbar zu machen. Außerdem ist der Kopfcroupier für die Bedienung des zu seiner Rechten befindlichen Tronc zuständig.
- Der Tischcroupier sitzt auf einem erhöhten Stuhl über dem Kessel und kontrolliert von dort die Arbeit der Croupiers sowie das korrekte Verhalten der Spieler. Im Idealfall behält er den Überblick über sämtliche Einsätze sowie die Auszahlung an die Gäste, ggf. entscheidet er Streitfälle; er hat auch die Richtigkeit der in modern ausgestatteten Casinos betriebenen elektronischen Mitschrift der Permanenz zu überprüfen, sie ggf. zu korrigieren und die Handwechsel der Drehcroupiers im Permanenzverlauf einzutragen. Tischcroupier ist keine berufliche Stellung im engeren Sinn. Die meisten Tischcroupiers üben diese Funktion als Primus inter pares aus, d. h. sie besetzen diesen Platz im Turnus der Ablösung mit anderen Kollegen, die über ausreichende Berufserfahrung verfügen.

- Der Auswechselcroupier war bei dem früher üblichen Rotationsprinzip der personellen Besetzung an französischen Roulettetischen ein weiterer Spielaufbereiter, der nicht aktiv am Spiel teilnahm, sondern eine der o. a. Funktionen einnahm, wenn die am Tisch tätigen Croupiers das Tableau zwecks Pausierung ihrer Arbeitszeit verließen. Er war gewissermaßen ein „Pausengeber“ („Tournant“). Eine solche Verfahrensweise ist in der modernen Personallogistik der meisten bestehenden Spielbanken nicht mehr üblich (eine Ausnahme stellt hier bspw. die „Spielbank Wiesbaden“ dar), in denen die Auswechslung der kompletten Tischmannschaft („Auszeit“) vollzogen wird.

An mehrarmigen Roulettetischen, bei denen die Spieler auf mehreren Spielflächen (Tableaus) ihre Einsätze auf den Kugelfall in ein und demselben Roulettekessel tätigen können, unterstehen einem Tischcroupier oft zwei Tableaus.
An einem amerikanischen Roulettetisch (auch: QuickTable), an dem die Gäste stehend spielen, wirken grundsätzlich nur zwei Croupiers:
- Der Kesselcroupier ist für den korrekten Abwurf der Kugel, für Korrekturen der von Spielern unklar platzierten Einsätze, für die rechtzeitige Absage der Einsätze nach Kugelabwurf und für die Auszahlung der Gewinne an die Gäste verantwortlich.
- Der Chefcroupier sorgt dafür, dass nach der Absage keine weiteren Einsätze getätigt werden, kontrolliert die Auszahlungsvorgänge und überwacht die elektronische Permanenzmitschrift.

Bei der amerikanischen Standtischversion des Roulette setzen die Spieler mit Jetons, die durch farbliche Kennzeichnung einem jeweiligen Spieler zugeordnet werden, ihre Einsätze selbst. Die farblichen Jetons der einzelnen Spieler werden in modern ausgestatteten Spielbanken meist maschinell sortiert.
Aus der Jetonkennzeichnung resultiert, dass die Annahme von Einsätzen (Annonce) seitens der Spieler und der Sortiervorgang der Jetons entfällt. Auch Streitfragen, welcher Gewinnsatz welchem Spieler zuzuordnen ist, kommen selten vor.
Dementsprechend sind die Anforderungen an die Croupiers an amerikanischen Roulettetischen nicht so umfassend wie bei der französischen Version des Spiels, obwohl der Spielablauf deutlich schneller ist als am französischen Tisch.

## Berufsbild

### Voraussetzungen
Croupiers stellen mit ihrer Aura die Autorität des Spielanbieters dar, ohne dass sie dabei den notwendigen Status als Sympathieträger der Gäste verlieren dürfen, wofür ein entsprechendes Feingefühl im Umgang mit Menschen unerlässlich ist.
Grundsätzliche Voraussetzung für einen Croupier ist ein tadelloses äußeres Erscheinungsbild in seiner Gesamtheit, das die Seriosität des Betreibers in der gesellschaftlich jeweils erwünschten Etikette des Umfelds widerspiegelt.

### Tätigkeit
Die Tätigkeit als Croupier verlangt grundsätzlich ein höfliches, gelassenes und sicheres Auftreten, die Kontaktfähigkeit zu Menschen mit einer gewissen Fähigkeit zum spielaufbereitenden Entertainer, die zugleich eine psychologische Feinfühligkeit voraussetzt, auf die Gefühle und eventuelle Gefühlsausbrüche gewinnender und verlierender, insbesondere alkoholisierter, Spieler angemessen reagieren zu können, und die Autorität am Tisch zu wahren; das alles gepaart mit konzentriertem Arbeiten und einer hohen Fingerfertigkeit.
Ein Croupier muss über ein außergewöhnliches Zahlengedächtnis verfügen.
Die genormten Zahlenfolgen der Fächer im gesamten Roulettekessel vorwärts und rückwärts auswendig zu beherrschen, gehört zu den selbstverständlichen Grundkenntnissen, um auf Annoncen der Gäste hin kombinierte Einsätze fehlerfrei und schnell platzieren zu können.
Von einem Croupier wird eine ausgezeichnete Fertigkeit im Kopfrechnen verlangt, um die Gewinnauszahlung ohne größere Verzögerung fehlerfrei abwickeln zu können.
Zudem unterliegt das Kurzzeitgedächtnis eines Croupiers bei der Ausübung seiner Tätigkeit einer hohen Belastung, die schnell wechselnden Annoncen einwandfrei auszuführen und in ihrer Gesamtheit nach Fall der Kugel dem jeweiligen Spieler zuordnen zu können.
Zu den feinmotorischen Eigenschaften eines Croupiers zählt insbesondere Eleganz und Reaktionsschnelligkeit im Umgang mit Spielkarten, das sichere Hantieren mit Jetons bei Auszahlungsvorgängen an die Gewinner und insbesondere bei Einsätzen auf den Tableaus der Roulettetische, wobei die routinierte Handhabung der Rateaus am französischen Roulettetisch die höchste Fertigkeit verlangt.
Mit fortschreitender Modernisierung der Spielbanken werden den Croupiers Kenntnisse in der Handhabung neuer und sich verändernder Technik abverlangt, die der Aufbereitung des Spiels oder dessen Ablauf dienen. Hierzu zählen insbesondere die maschinellen Vorrichtungen für die Sortierung von Jetons im Spielverlauf, die Mischmaschinen für das Kartenspielangebot und die elektronische Spielaufzeichnung, mittels derer die am Spiel Beteiligten über Displays an den Spieltischen über den Spielverlauf informiert und in Datenbanken Abweichungen von der Normalverteilung der Chancen festgehalten werden, um Unregelmäßigkeiten analysieren zu können. Hinzu kommen heute in fast allen Spielsälen kameratechnisch aufgezeichnete Spielzüge der Spieler an den Tableaus, die dem Personal zur Klärung bei strittigen Einsätzen und zur Aufdeckung von Spielbetrug dienlich sind.
Die zunehmende Automatisierung der Glücksspielbranche verändert auch das Berufsbild des Croupiers, dessen Ausbildung sich heute vielerorts auch auf die Spielerbetreuung an den Spielautomaten der Casinos erweitert. Indem der Ertragsanteil an den Spieltischen („Großes Spiel“) im öffentlich angebotenen Glücksspiel sinkt und die Frequentierung im Angebotsbereich der Automaten steigt, werden den Croupiers in vielen Spielbankgesellschaften immer mehr automatenbezogene Kenntnisse abverlangt.

### Ausbildung
Die Ausbildung wird von Spielbanken angeboten, aber auch auf renommierten Rouletteschulen in Österreich und in der Schweiz. Die grundlegenden Fähigkeiten sind bei Erfüllung der persönlichen Qualifikationen innerhalb eines Vierteljahrs erlernbar; die Ausbildung dauert in der Regel vier bis acht Monate, je nach Umfang der vermittelten Kenntnisse. Das Mindestalter für die Teilnahme an einem Lehrgang beträgt 18 Jahre.
Bis in die späten 1960er Jahre galt allgemein das Klischee des Traumberufs Croupier, der als eine von Männern ausgeübte Tätigkeit angesehen war.
In früheren Zeiten war es üblich, dass sich Interessenten für diese Tätigkeit unabhängig von ihrem vorherigen Werdegang in einem der seinerzeit noch wenigen Casinobetriebe hochdienen mussten und erst niedere Arbeiten – meist als Page im Spielsaal, als Türsteher am Casinozugang, als Hilfskraft in der Rezeption oder als Arbeitskraft im administrativen Bereich – durchlaufen mussten, um ihre Teamfähigkeit und ihren guten Umgang mit der Zielgruppe der Gästeschaft unter Beweis zu stellen. Erst dann begann ihre Anlernzeit als Aufbereiter für die Spiele, sofern im jeweiligen Haus Croupierstellen frei wurden.
Heute ist die Tätigkeit des Croupiers kein Traumberuf mehr, da die ehemals mondäne Gästeschaft früherer Grand Casinos dem spielenden Durchschnittsbürger in allerorts installierten Spielbanken gewichen ist, wodurch die Exklusivität des Umfelds gesunken ist und in Folge davon die Verdienstmöglichkeiten für die Croupiers. Im Gegenzug eröffnet die wachsende Konkurrenz staatlicher und privater Glücksspielanbieter in Europa dem angehenden Croupier heute schnellere Aufstiegsmöglichkeiten. Weibliche Croupiers stellen heute einen großen Anteil der Spielbankbelegschaften.
Croupiers werden nach einem eigenen Tarifsystem bezahlt. Sie erhalten die Gehälter aus den Troncgeldern der Spielbankbesucher gezahlt.
Der Tronc besteht ausschließlich aus dem von den Gästen freiwillig gegebenen Anteil ihres Gewinns (vergleichbar mit „Trinkgeld“). Dieser Tronc wird nur zum Teil an die Angestellten der Spielbank als Gehalt ausgezahlt. Da der Tronc täglich wechselt, sind auch die Gehälter der Croupiers monatlich unterschiedlich – jedoch gibt es ein Mindestgehalt, das je nach Spielbank und Position des Croupiers variiert. Hiervon führen sie Steuern und Sozialversicherungsabgaben ab. Die im Lauf der Jahre verminderte Attraktivität der Ausbildung zum Croupier ist sicherlich darauf zurückzuführen, dass an die Stelle der exklusiven Spielergeneration vergangener Zeiten das Geschäft mit dem „einfachen Mann“ gerückt ist, dessen Beteiligung am Großen Spiel nicht mehr so hohe Trinkgelder abwirft.
Nur wenige der Bewerber erfüllen alle notwendigen Qualifikationen. Von den Teilnehmern an Seminaren und Kursen, in denen zum Croupier ausgebildet wird, besteht die Mehrzahl die Abschlussprüfung auf Grund der hohen Anforderungen nicht. Zwei Drittel der Lerncroupiers springen von der Ausbildung ab; von den restlichen schafft nur die Hälfte die Abschlussprüfung. Von den wenigen, die die Ausbildung absolviert haben, verbleibt wiederum nur ein Teil aktiv im Beruf, was auf die hohe Dauerbelastung, die Arbeitszeiten und andere Rahmenbedingungen zurückzuführen ist; deshalb akzeptieren Spielbanken und ausbildende Institutionen im Regelfall nur Berufseinsteiger mit einer abgeschlossenen Berufsausbildung, wobei der meiste Croupiernachwuchs traditionellerweise aus dem Bankfach und aus Service-Berufen kommt.
Da in Spielbanken generell mit viel Geld agiert wird, ist die Eignungsvoraussetzung in jedem Fall ein makelloses Führungszeugnis, die nachzuweisende Schuldenfreiheit des Bewerbers und oft auch ein tadelloser Leumund. Nach bestandener Prüfung werden die Jungcroupiers auf Probe angestellt oder arbeiten als freie Mitarbeiter saisonal oder bei Bedarf. Selbstständige Croupiers sind nicht bekannt.
Von Croupiers wird – wie in kaum einem anderen Beruf – Verschwiegenheit, Abstand zur Gästeschaft außerhalb des Casinobetriebs und Loyalität zu dem Haus, in dem sie arbeiten, verlangt. Croupiers werden am Spieltisch von ihren Kollegen und Vorgesetzten niemals mit Namen angeredet (um die Anonymität zu wahren) und pflegen keinen ausgedehnten Kontakt mit den Gästen (um jeder Form der Begünstigung vorzubeugen) oder mit den in deutschen Spielbanken zur Kontrollfunktion anwesenden Beamten der Steuerbehörden, welche u. a. darauf achten, dass keine unbefugten Jetons in den Tronc wandern und die Gäste bei der Gewinnauszahlung nicht übervorteilt werden. Auch intensivere private Verhältnisse der Croupiers untereinander sind in manchen Spielbanken nicht gern gesehen.